# Pselionema detriticola
Pselionema detriticola is een rondwormensoort uit de familie van de Ceramonematidae. De wetenschappelijke naam van de soort is voor het eerst geldig gepubliceerd in 1974 door Vitiello.